# Región metropolitana de Salvador
La Región Metropolitana de Salvador (en portugués Região Metropolitana de Salvador, Grande Salvador, RMS), también conocida como Gran Salvador, reúne 13 municipios del Estado de Bahía en un intenso proceso de conurbación. El término se refiere a la extensión de la capital Salvador de Bahía, que forma con sus municipios vecinos una mancha urbana continua. La región metropolitana es, según los resultados preliminares del censo de IBGE para el año 2015, una de las más pobladas de Sudamérica. La región está situada en la Zona del bosque (Zona da Mata, en portugués), subregión de la Región Nordeste de Brasil de ocupación colonial inicial y concentración urbana, donde también están las áreas metropolitanas de Maceió, João Pessoa, Recife, Natal y Aracaju.
La Región Metropolitana de Salvador, también conocida como Gran Salvador y el acrónimo RMS, fue establecida por la Ley Federal Suplementaria n.º 14, del 8 de junio de 1973. Con 3,919.864 habitantes de acuerdo a Instituto Brasileño de Geografía y Estadística (IBGE), se convierte en la segunda aglomeración urbana más grande en el noreste de Brasil, según el censo de 2015, y la octava en Brasil, además de ser la 109.ª más poblada del mundo (datos de 2007). Con una concentración aproximada del 45 % del PIB estatal en 2016, también es la metrópoli más rica del Nornordeste.
Comprende los municipios de Camaçari, Candeias, Dias d'Ávila, Itaparica, Lauro de Freitas, Madre de Dios, Mata de Sao Joao, Pojuca, Salvador, Sao Francisco do Conde, Sao Sebastiao do Passé, Simões Filho y Vera Cruz.
Su área de influencia incluye los estados de Bahía y Sergipe, así como parte de los estados de Alagoas, Pernambuco, Rio Grande do Norte, Maranhão y Piauí. Es una de las más importantes metrópolis nacionales de Brasil según clasificación oficial del IBGE.

## Municipios
En su comienzo, era compuesta por ocho municipios, pero poco tiempo después, hube la emancipación de Madre de Deus, distrito de Salvador haste 1990, y de Dias d'Ávila. En 17 de diciembre de 2007, fue aprobada la Ley complementar estatal n.º 30, por la cual fueram añadidos los municipios de Mata de São João e São Sebastião do Passé. En 22 de enero del año siguiente, fue la vez de la inclusión de Pojuca por medio de la Ley complementar estatal n.º 32. Abajo, siegue una tabela comparativa con los dados de los municipios que integran actualmente la región metropolitana.
| Municipio              | Legislación | Área (km²) | Población (2015) | IDH (2010) | PIB (em mil reais) (2012) |
| ---------------------- | ----------- | ---------- | ---------------- | ---------- | ------------------------- |
| Salvador               | LCF 14/1973 | 706,799    | 2 902 927        | 0,759      | 61 102 373                |
| Camaçari               | LCF 14/1973 | 759,802    | 281 413          | 0,694      | 21 935 897                |
| Candeias               | LCF 14/1973 | 264,487    | 88 308           | 0,691      | 11 796 118                |
| Simões Filho           | LCF 14/1973 | 192,163    | 131 630          | 0,675      | 6 104 081                 |
| Lauro de Freitas       | LCF 14/1973 | 59,905     | 188 013          | 0,754      | 4 988 848                 |
| Dias d'Ávila           | LCF 14/1973 | 207,504    | 76 624           | 0,676      | 3 346 132                 |
| São Francisco do Conde | LCF 14/1973 | 266,631    | 38 838           | 0,674      | 2 101 704                 |
| Pojuca                 | LCE 32/2009 | 318,205    | 37 061           | 0,666      | 800 661                   |
| São Sebastião do Passé | LCE 30/2008 | 538,32     | 45 292           | 0,657      | 560 528                   |
| Mata de São João       | LCE 30/2008 | 670,380    | 45 194           | 0,668      | 1 043 734                 |
| Madre de Deus          | LCF 14/1973 | 11,141     | 19 985           | 0,708      | 455 520                   |
| Vera Cruz              | LCF 14/1973 | 252,759    | 42 103           | 0,645      | 521 784                   |
| Itaparica              | LCF 14/1973 | 115,922    | 22 476           | 0,670      | 209 875                   |
| TOTAL                  |             | 4375,123   | 3 919 864        | 0,687      | 116 309 729               |